# Liste des épisodes de La Vie à cinq

Cette page présente la liste des épisodes de la série télévisée La Vie à cinq (Party of Five).

## Première saison (1994-1995)
1. À la recherche d'une nounou (Pilot)
2. Rivalité (Homework)
3. La Fête à la maison (Good Sports)
4. Les Jeux de l’amour (Worth Waiting For)
5. Les Démons du passé (All's Fair)
6. Refuge (Fathers and Sons)
7. Mauvais augure (Much Ado)
8. Raison d’amour (Kiss Me Kate)
9. Abus de confiance (Something Out of Nothing)
10. Cicatrices du passé (Thanksgiving)
11. Secrets de famille (Private Lives)
12. Déceptions (Games People Play)
13. La Première Fois (Grownups)
14. Intimités (Not Fade Away)
15. Coups de théâtre (It's Not Easy Being Green)
16. Dilemme (Aftershocks)
17. Rupture (In Loco Parentis)
18. L'École buissonnière (Who Cares)
19. Une décision importante (Brothers Keeper)
20. Dilemme amoureux (The Trouble With Charlie)
21. Le Marathon de la danse (All-Nighters)
22. Baiser d’adieu (The Ides of March)

## Deuxième saison (1995-1996)
1. Rentrée orageuse (Ready or Not)
2. Paternité (Falsies)
3. Le Cœur partagé (Dearly Beloved)
4. Défaillance (Have No Fear)
5. La Prédiction (Change Partners and Dance)
6. Visite parentale (Analogies)
7. Coupable (Where There's Smoke)
8. La Veille du grand jour (Best Laid Plans)
9. Pour le meilleur et pour le pire (The Wedding)
10. Désillusions (Grand Delusions)
11. Mauvaise influence (Unfair Advantage)
12. Retour de flamme (Hold on Tight)
13. Un enfant encombrant (Poor Substitutes)
14. Accords et désaccords (Strange Bedfellows)
15. Le Bienfaiteur (Benefactors)
16. Jardins secrets (Comings and Goings)
17. Les Retrouvailles de la Saint-Valentin (Valentine's Day)
18. Un choix difficile (Before and After)
19. Séparations (Altered States)
20. La Soirée bissextile (Happily Ever After)
21. La Fin d’une époque [1/2] (Spring Breaks)
22. La Fin d’une époque [2/2] (Spring Breaks)

## Troisième saison (1996-1997)
1. Nuits songeuses (Summer Fun, Summer Not)
2. Le Grand Chambardement (Going, Going, Gone)
3. Au plus court (Short Cuts)
4. À reculons (Deal With It)
5. Mauvais signes (Mixed Signals)
6. Retour aux sources (Going Home)
7. Espoirs brisés (Personal Demons)
8. Espoirs brisés (Not So Fast)
9. Sans abri (Gimme Shelter)
10. L'Amour en fuite (Close to You)
11. Liens sacrés (I Do)
12. Cœurs brisés (Desperate Measures)
13. Un cadeau inattendu (Christmas)
14. Rancunes (Life's Too Short)
15. Cœur à cœur (Significant Others)
16. Question de temps (I Declare)
17. Compagnons de miséricorde (Misery Loves Company)
18. Côte d'alerte (M.Y.O.B.)
19. Trouble-fête (Point of No Return)
20. Cinq contre un (Intervention)
21. État d'urgence (Hitting Bottom)
22. Le Grand Saut (Leap of Faith)
23. Promesses (Promises, Promises)
24. Tentations (A Little Faith)
25. À la croisée des chemins (You Win Some, You Lose Some)

## Quatrième saison (1997-1998)
1. Métamorphoses (What a Drag)
2. Verdict (Past Imperfect)
3. Préjudices (Handicaps)
4. Maladie d'amour (Zap)
5. Contrariétés (Fight or Flight)
6. Attirances (Immediate Family)
7. Face à son destin (Positive Attitude)
8. Vœux et aveux (Sickness/Health, Richer/Poorer)
9. Tous pour un (Truth Be Told)
10. À contrecœur (Adjustments)
11. Incidents de parcours (S'Wunnerful Life)
12. Direction opposée (Empty Shoes)
13. Méditation (Parent Trap)
14. Vent de révolte (Of Human Bonding)
15. Ici et maintenant (Here and Now)
16. Abandons (I Give Up)
17. Mise en garde (Of Sound Mind and Body)
18. Non-dits (True or False)
19. Paradis perdu (Go Away)
20. Rédemption (Square One)
21. Règlements de comptes (Free and Clear)
22. Lever de rideau (Opposites Distract)
23. Week-end romantique (Fools Rush In)
24. Adieux (Fools Rush Out)

## Cinquième saison (1998-1999)
1. Nouveaux Horizons (Moving On)
2. Mensonges et Secrets (Separation Anxiety)
3. Aux noms de tous les miens (Naming Names)
4. Amours compliquées (A Mid-Semester's Night Dream)
5. Choix de vies (The Baby)
6. Pardon et Oubli (Forgive and/or Forget)
7. Disparition (Tender Age)
8. Hostilités (Love and War)
9. Générosité (Gifts)
10. Mensonges de Noël (One Christmas to Go)
11. Départ imminent (Rings of Saturn)
12. Prise de conscience (Witness for the Persecution)
13. Témoins à charge (Fillmore Street)
14. Seconde Chance (Stand by Me)
15. PAS DE TITRE FRANÇAIS (Whatever Works)
16. Vent de panique (Party of Freud)
17. Famille en danger (Fam-i-ly)
18. Point de non retour (Driven to Extremes)
19. Frères et ennemis (Judgement Day)
20. De l'aube au crépuscule (The Wish)
21. Nouvelles Chances (Get Back)
22. Rêve de liberté (Fragile)
23. Leçons d'amour (I'll Show You Mine)
24. Mise au point (Haunted)
25. Family Album (DOCUMENTAIRE)
26. Décision finale (Otherwise Engaged)

## Sixième saison (1999-2000)
1. La Vie à six (Don't Let Go)
2. Crise d'amour (Naked)
3. Bye bye, Sarah (Bye Bye Love)
4. Les Démons d'Halloween (Wrestling Demons)
5. Obsession (The Shortest Distance)
6. Trop proche (Too Close)
7. Arrangement (We Gather Together)
8. Les Voies du destin (Faith, Hope and Charity)
9. Entraides (Ties That Bind)
10. Cinq, quatre, trois (Dog Day After New Year)
11. Craintes (Fear and Loathing)
12. Dérapages (Bad Behavior)
13. Dépendance (The Declaration of Co-Dependence)
14. Les Fiançailles de mon meilleur ami (One for the Road)
15. Et si (What If…)
16. Le Souffle du passé (Blast the Past)
17. En quête d'identité (Getting There)
18. Changement de cap (Too Cool for School)
19. Expulsion (Isn't It Romantic)
20. De grands projets (Great Expectations)
21. Strip-tease (Taboo or Not Taboo)
22. Une vie meilleure (Falling Forward)
23. Tout est bien [1/2] (All's Well...)
24. …Qui finit bien [2/2] (...That Ends Well)